# Islamic Texts Society
Die Islamic Texts Society (ITS; „Islamische-Texte-Gesellschaft“) ist ein 1981 gegründeter Verlag, der als „educational charity“ im Vereinigten Königreich (reg. Nr. 283832) registriert ist. Die Gesellschaft produziert Übersetzungen von Werken von traditioneller Bedeutung für den islamischen Glauben und die islamische Kultur, einschließlich Ausgaben von bisher unveröffentlichten Manuskripten, und fördert auch zeitgenössische Werke zu islamischen Themen von Wissenschaftlern aus allen Teilen der Welt. Die Gesellschaft hofft, damit ein besseres Verständnis des Islam unter Muslimen und Nicht-Muslimen zu fördern. Sie wendet sich sowohl an Laien als auch Wissenschaftler auf dem Gebiet der Islamstudien.
Zu ihren Autoren bzw. Publikationen zählen beispielsweise Mohammad Hashim Kamali, Martin Lings (Muhammad : his life based on the earliest sources) und die Veröffentlichung der Werke von Al-Ghazālī.

## Publikationen (Auswahl)
- War and Peace in Islam: The Uses and Abuses of Jihad.  (Herausgeber:) Ghazi bin Muhammad, Ibrahim Kalin, Mohammad Hashim Kamali (Buchhandelslink)
- Abdel Rahman Azzam: The Eternal Message of Muhammad. New York: Mentor Books, 1965 (auch: Cambridge, The Islamic Texts Society, 1993)